# Луогосанто
Луогоса̀нто (на италиански: Luogosanto; на сардински: Logusanto, Логусанту, на местен диалект Locusantu, Локусанту) е село и община в Южна Италия, провинция Сасари, автономен регион и остров Сардиния. Разположено е на 321 m надморска височина. Населението на общината е 1902 души (към 2010 г.).